# Élections cantonales de 1992 dans les Hauts-de-Seine
Les élections cantonales ont eu lieu les 22 et 29 mars 1992.
Lors de ces élections, 23 des 45 cantons des Hauts-de-Seine ont été renouvelés. Elles ont vu la reconduction de la majorité RPR dirigée par Charles Pasqua, président du conseil général depuis 1988.

## Résultats à l’échelle du département
Répartition départementale des résultats (2e tour).
- PCF (11,1 %)
- PS (18,21 %)
- GE (3 %)
- Verts (3,41 %)
- RPR (28,11 %)
- UDF (27,89 %)
- DVD (2,57 %)
- FN (5,7 %)

| Étiquette      | Étiquette                          | Premier tour | Premier tour | Second tour | Second tour | Sièges |
| Étiquette      | Étiquette                          | Voix         | %            | Voix        | %           | Sièges |
| -------------- | ---------------------------------- | ------------ | ------------ | ----------- | ----------- | ------ |
|                | Parti socialiste                   | 37 696       | 13,81        | 30 534      | 18,21       | 0      |
|                | Parti communiste français          | 24 698       | 9,05         | 18 601      | 11,10       | 3      |
|                | Majorité présidentielle            | 3 142        | 1,15         |             |             |        |
|                | Parti radical de gauche            | 550          | 0,20         |             |             |        |
|                | Extrême gauche                     | 98           | 0,04         |             |             |        |
| Gauche         | Gauche                             | 66 184       | 24,25        | 49 135      | 29,31       | 3      |
|                |                                    |              |              |             |             |        |
|                | Rassemblement pour la République   | 61 605       | 22,56        | 47 131      | 28,11       | 10     |
|                | Union pour la démocratie française | 53 166       | 19,47        | 46 762      | 27,89       | 9      |
|                | Front national                     | 36 951       | 13,53        | 9 564       | 5,70        | 0      |
|                | Divers droite                      | 12 949       | 4,74         | 4 307       | 2,57        | 1      |
| Droite         | Droite                             | 164 671      | 60,30        | 107 764     | 64,27       | 20     |
|                |                                    |              |              |             |             |        |
|                | Les Verts                          | 22 958       | 8,41         | 5 725       | 3,41        | 0      |
|                | Génération écologie                | 19 217       | 7,04         | 5 024       | 3,00        | 0      |
| Écologistes    | Écologistes                        | 42 175       | 15,45        | 10 749      | 6,41        | 0      |
|                |                                    |              |              |             |             |        |
| Inscrits       | Inscrits                           | 415 347      | 100,00       | 317 738     | 100,00      |        |
| Abstention     | Abstention                         | 134 169      | 32,30        | 137 256     | 43,20       |        |
| Votants        | Votants                            | 281 178      | 67,70        | 180 482     | 56,80       |        |
| Blancs et nuls | Blancs et nuls                     | 8 148        | 2,90         | 12 834      | 7,11        |        |
| Exprimés       | Exprimés                           | 273 030      | 97,10        | 167 648     | 92,89       |        |

## Résultats par canton

### Canton d'Asnières-sur-Seine-Nord
| Candidats      | Candidats          | Étiquette      | Premier tour | Premier tour | Second tour | Second tour |
| Candidats      | Candidats          | Étiquette      | Voix         | %            | Voix        | %           |
| -------------- | ------------------ | -------------- | ------------ | ------------ | ----------- | ----------- |
|                | Georges Tranchant  | RPR            | 3 244        | 24,86        | 5 735       | 62,96       |
|                | Hubert Massol      | FN             | 2 796        | 21,43        | 3 374       | 37,04       |
|                | Michel Laneret     | PS             | 1 861        | 14,26        |             |             |
|                | Manuel Aeschlimann | DVD            | 1 849        | 14,17        |             |             |
|                | Guy Nimer          | Verts          | 1 605        | 12,30        |             |             |
|                | Claudine Villiers  | PCF            | 902          | 6,91         |             |             |
|                | Antoine Piault     | PS             | 792          | 6,07         |             |             |
|                |                    |                |              |              |             |             |
| Inscrits       | Inscrits           | Inscrits       | 21 146       | 100,00       | 21 146      | 100,00      |
| Abstention     | Abstention         | Abstention     | 7 658        | 36,21        | 10 291      | 48,67       |
| Votants        | Votants            | Votants        | 13 488       | 63,79        | 10 855      | 51,33       |
| Blancs et nuls | Blancs et nuls     | Blancs et nuls | 439          | 3,25         | 1 746       | 16,08       |
| Exprimés       | Exprimés           | Exprimés       | 13 049       | 96,75        | 9 109       | 83,92       |

### Canton de Boulogne-Billancourt-Nord-Ouest
| Candidats      | Candidats       | Étiquette      | Premier tour | Premier tour |
| Candidats      | Candidats       | Étiquette      | Voix         | %            |
| -------------- | --------------- | -------------- | ------------ | ------------ |
|                | Vincent Tauzin* | RPR            | 6 147        | 52,01        |
|                | Gisèle Pujo     | PS             | 1 557        | 13,17        |
|                | Alain Vauthier  | FN             | 1 543        | 13,06        |
|                | Mathieu Glayman | GE             | 774          | 6,55         |
|                | Daniel Gacoin   | PS             | 697          | 5,90         |
|                | Didier Hervo    | Verts          | 591          | 5,00         |
|                | Gérard Le Bihan | PCF            | 509          | 4,31         |
|                |                 |                |              |              |
| Inscrits       | Inscrits        | Inscrits       | 18 706       | 100,00       |
| Abstention     | Abstention      | Abstention     | 6 555        | 35,04        |
| Votants        | Votants         | Votants        | 12 151       | 64,96        |
| Blancs et nuls | Blancs et nuls  | Blancs et nuls | 333          | 2,74         |
| Exprimés       | Exprimés        | Exprimés       | 11 818       | 97,26        |

*sortant

### Canton de Bourg-la-Reine
| Candidats      | Candidats            | Étiquette      | Premier tour | Premier tour | Second tour | Second tour |
| Candidats      | Candidats            | Étiquette      | Voix         | %            | Voix        | %           |
| -------------- | -------------------- | -------------- | ------------ | ------------ | ----------- | ----------- |
|                | Alfred Nomblot*      | UDF            | 6 098        | 44,95        | 7 195       | 65,90       |
|                | Dominique Larhantec  | PS             | 2 180        | 16,07        | 3 723       | 34,10       |
|                | Adrian Rosner        | GE             | 2 006        | 14,79        |             |             |
|                | Jean Parce           | FN             | 1 738        | 12,81        |             |             |
|                | Gérard Peuriere      | Verts          | 806          | 5,94         |             |             |
|                | Jean-Patrice Bassano | PCF            | 738          | 5,44         |             |             |
|                |                      |                |              |              |             |             |
| Inscrits       | Inscrits             | Inscrits       | 20 384       | 100,00       | 20 381      | 100,00      |
| Abstention     | Abstention           | Abstention     | 6 415        | 31,47        | 8 753       | 42,95       |
| Votants        | Votants              | Votants        | 13 969       | 68,53        | 11 628      | 57,05       |
| Blancs et nuls | Blancs et nuls       | Blancs et nuls | 403          | 2,88         | 710         | 6,11        |
| Exprimés       | Exprimés             | Exprimés       | 13 566       | 97,12        | 10 918      | 93,89       |

*sortant

### Canton de Châtenay-Malabry
| Candidats      | Candidats         | Étiquette      | Premier tour | Premier tour | Second tour | Second tour |
| Candidats      | Candidats         | Étiquette      | Voix         | %            | Voix        | %           |
| -------------- | ----------------- | -------------- | ------------ | ------------ | ----------- | ----------- |
|                | Georges Siffredi  | RPR            | 3 481        | 37,24        | 4 652       | 55,31       |
|                | Jean Vons*        | PS             | 2 533        | 27,10        | 3 759       | 44,69       |
|                | Olivier Racouchot | FN             | 1 010        | 10,81        |             |             |
|                | Yves Chagneau     | GE             | 990          | 10,59        |             |             |
|                | Daniel Le Bris    | PCF            | 768          | 8,22         |             |             |
|                | Emile Weller      | Verts          | 565          | 6,04         |             |             |
|                |                   |                |              |              |             |             |
| Inscrits       | Inscrits          | Inscrits       | 15 211       | 100,00       | 15 211      | 100,00      |
| Abstention     | Abstention        | Abstention     | 5 571        | 36,62        | 6 346       | 41,72       |
| Votants        | Votants           | Votants        | 9 640        | 63,38        | 8 865       | 58,28       |
| Blancs et nuls | Blancs et nuls    | Blancs et nuls | 293          | 3,04         | 454         | 5,12        |
| Exprimés       | Exprimés          | Exprimés       | 9 347        | 96,96        | 8 411       | 94,88       |

*sortant

### Canton de Châtillon
| Candidats      | Candidats              | Étiquette      | Premier tour | Premier tour | Second tour | Second tour |
| Candidats      | Candidats              | Étiquette      | Voix         | %            | Voix        | %           |
| -------------- | ---------------------- | -------------- | ------------ | ------------ | ----------- | ----------- |
|                | Jean-Pierre Schosteck* | RPR            | 5 263        | 48,37        | 6 045       | 66,94       |
|                | Bernard Sandaran       | PS             | 1 719        | 15,80        | 2 985       | 33,06       |
|                | Maurice Paris          | GE             | 1 161        | 10,67        |             |             |
|                | Raoul Raketitch        | FN             | 1 096        | 10,07        |             |             |
|                | Gérard Abuaf           | PCF            | 938          | 8,62         |             |             |
|                | Patrick Riollet        | Verts          | 704          | 6,47         |             |             |
|                |                        |                |              |              |             |             |
| Inscrits       | Inscrits               | Inscrits       | 15 780       | 100,00       | 15 780      | 100,00      |
| Abstention     | Abstention             | Abstention     | 4 519        | 28,64        | 6 100       | 38,66       |
| Votants        | Votants                | Votants        | 11 261       | 71,36        | 9 680       | 61,34       |
| Blancs et nuls | Blancs et nuls         | Blancs et nuls | 380          | 3,37         | 650         | 6,71        |
| Exprimés       | Exprimés               | Exprimés       | 10 881       | 96,63        | 9 030       | 93,29       |

*sortant

### Canton de Chaville
| Candidats      | Candidats             | Étiquette      | Premier tour | Premier tour | Second tour | Second tour |
| Candidats      | Candidats             | Étiquette      | Voix         | %            | Voix        | %           |
| -------------- | --------------------- | -------------- | ------------ | ------------ | ----------- | ----------- |
|                | Marcel Houlier*       | UDF            | 8 001        | 46,82        | 8 265       | 62,19       |
|                | Caroline Roy          | GE             | 2 710        | 15,86        | 5 024       | 37,81       |
|                | Sophie Brissaud       | FN             | 2 416        | 14,14        |             |             |
|                | Jean-Louis Prince     | PS             | 2 046        | 11,97        |             |             |
|                | Michel Remond         | Verts          | 1 279        | 7,48         |             |             |
|                | Pierre-Charles Riclot | PCF            | 638          | 3,73         |             |             |
|                |                       |                |              |              |             |             |
| Inscrits       | Inscrits              | Inscrits       | 25 603       | 100,00       | 25 601      | 100,00      |
| Abstention     | Abstention            | Abstention     | 8 034        | 31,38        | 11 560      | 45,15       |
| Votants        | Votants               | Votants        | 17 569       | 68,62        | 14 041      | 54,85       |
| Blancs et nuls | Blancs et nuls        | Blancs et nuls | 479          | 2,73         | 752         | 5,36        |
| Exprimés       | Exprimés              | Exprimés       | 17 090       | 97,27        | 13 289      | 94,64       |

*sortant

### Canton de Colombes-Nord-Ouest
| Candidats      | Candidats             | Étiquette      | Premier tour | Premier tour | Second tour | Second tour |
| Candidats      | Candidats             | Étiquette      | Voix         | %            | Voix        | %           |
| -------------- | --------------------- | -------------- | ------------ | ------------ | ----------- | ----------- |
|                | Pierre Sotura*        | PCF            | 2 357        | 29,77        | 3 392       | 48,39       |
|                | Jean-François Prevost | UDF            | 1 764        | 22,28        | 2 256       | 32,18       |
|                | Jean-Yves Le Gallou   | FN             | 1 606        | 20,28        | 1 362       | 19,43       |
|                | Maurice Lobry         | PS             | 877          | 11,08        |             |             |
|                | Claude Heulot         | GE             | 554          | 7,00         |             |             |
|                | Robert Lagorce        | Verts          | 398          | 5,03         |             |             |
|                | Deborah Azoulay       | PS             | 273          | 3,45         |             |             |
|                | Olivier Cantais       | PRG            | 89           | 1,12         |             |             |
|                |                       |                |              |              |             |             |
| Inscrits       | Inscrits              | Inscrits       | 12 653       | 100,00       | 12 650      | 100,00      |
| Abstention     | Abstention            | Abstention     | 4 403        | 34,80        | 5 296       | 41,87       |
| Votants        | Votants               | Votants        | 8 250        | 65,20        | 7 354       | 58,13       |
| Blancs et nuls | Blancs et nuls        | Blancs et nuls | 332          | 4,02         | 344         | 4,68        |
| Exprimés       | Exprimés              | Exprimés       | 7 918        | 95,98        | 7 010       | 95,32       |

*sortant

### Canton de Courbevoie-Sud
| Candidats      | Candidats        | Étiquette      | Premier tour | Premier tour | Second tour | Second tour |
| Candidats      | Candidats        | Étiquette      | Voix         | %            | Voix        | %           |
| -------------- | ---------------- | -------------- | ------------ | ------------ | ----------- | ----------- |
|                | Charles Deprez*  | UDF            | 4 640        | 40,34        | 5 963       | 74,68       |
|                | Christian Perez  | FN             | 1 924        | 16,73        | 2 022       | 25,32       |
|                | Jacques Cholet   | GE             | 1 524        | 13,25        |             |             |
|                | Jacqueline Leray | PS             | 1 492        | 12,97        |             |             |
|                | Alain Rouat      | Verts          | 709          | 6,16         |             |             |
|                | Gabriel Massou   | PCF            | 653          | 5,68         |             |             |
|                | Alexandre Khelil | DVD            | 561          | 4,88         |             |             |
|                |                  |                |              |              |             |             |
| Inscrits       | Inscrits         | Inscrits       | 17 040       | 100,00       | 17 042      | 100,00      |
| Abstention     | Abstention       | Abstention     | 5 176        | 30,38        | 7 695       | 45,15       |
| Votants        | Votants          | Votants        | 11 864       | 69,62        | 9 347       | 54,85       |
| Blancs et nuls | Blancs et nuls   | Blancs et nuls | 361          | 3,04         | 1 362       | 14,57       |
| Exprimés       | Exprimés         | Exprimés       | 11 503       | 96,96        | 7 985       | 85,43       |

*sortant

### Canton de La Garenne-Colombes
| Candidats      | Candidats                 | Étiquette      | Premier tour | Premier tour | Second tour | Second tour |
| Candidats      | Candidats                 | Étiquette      | Voix         | %            | Voix        | %           |
| -------------- | ------------------------- | -------------- | ------------ | ------------ | ----------- | ----------- |
|                | Max Catrin*               | DVD            | 3 620        | 41,37        | 4 307       | 62,39       |
|                | Pierre Roussel            | PS             | 1 386        | 15,84        | 2 596       | 37,61       |
|                | Renée Maigret             | FN             | 1 157        | 13,22        |             |             |
|                | Philippe Dupuis           | DVD            | 1 025        | 11,71        |             |             |
|                | Guy Cousin                | Verts          | 1 024        | 11,70        |             |             |
|                | Lucien Duverger Chatellet | PCF            | 538          | 6,15         |             |             |
|                |                           |                |              |              |             |             |
| Inscrits       | Inscrits                  | Inscrits       | 13 201       | 100,00       | 13 201      | 100,00      |
| Abstention     | Abstention                | Abstention     | 4 143        | 31,38        | 5 708       | 43,24       |
| Votants        | Votants                   | Votants        | 9 058        | 68,62        | 7 493       | 56,76       |
| Blancs et nuls | Blancs et nuls            | Blancs et nuls | 308          | 3,40         | 590         | 7,87        |
| Exprimés       | Exprimés                  | Exprimés       | 8 750        | 96,60        | 6 903       | 92,13       |

*sortant

### Canton de Gennevilliers-Nord
| Candidats      | Candidats           | Étiquette      | Premier tour | Premier tour | Second tour | Second tour |
| Candidats      | Candidats           | Étiquette      | Voix         | %            | Voix        | %           |
| -------------- | ------------------- | -------------- | ------------ | ------------ | ----------- | ----------- |
|                | Jacques Bourgoin*   | PCF            | 2 764        | 42,31        | 3 360       | 57,55       |
|                | Joseph Jouan        | FN             | 1 351        | 20,68        | 1 224       | 20,97       |
|                | Eliane Supply       | RPR            | 1 102        | 16,87        | 1 254       | 21,48       |
|                | Gérard Audebert     | PS             | 463          | 7,09         |             |             |
|                | René-Marie Candalot | GE             | 367          | 5,62         |             |             |
|                | Claude Kerfriden    | Verts          | 304          | 4,65         |             |             |
|                | Ariane Sandoz       | PS             | 181          | 2,77         |             |             |
|                |                     |                |              |              |             |             |
| Inscrits       | Inscrits            | Inscrits       | 10 459       | 100,00       | 10 459      | 100,00      |
| Abstention     | Abstention          | Abstention     | 3 702        | 35,40        | 4 423       | 42,29       |
| Votants        | Votants             | Votants        | 6 757        | 64,60        | 6 036       | 57,71       |
| Blancs et nuls | Blancs et nuls      | Blancs et nuls | 225          | 3,33         | 198         | 3,28        |
| Exprimés       | Exprimés            | Exprimés       | 6 532        | 96,67        | 5 838       | 96,72       |

*sortant

### Canton d'Issy-les-Moulineaux-Est
| Candidats      | Candidats               | Étiquette      | Premier tour | Premier tour | Second tour | Second tour |
| Candidats      | Candidats               | Étiquette      | Voix         | %            | Voix        | %           |
| -------------- | ----------------------- | -------------- | ------------ | ------------ | ----------- | ----------- |
|                | Paul Pin*               | RPR            | 4 520        | 44,76        | 5 185       | 67,91       |
|                | Jean-Pierre Tripet      | PS             | 1 560        | 15,45        | 2 450       | 32,09       |
|                | Michel Dorlin           | FN             | 1 290        | 12,77        |             |             |
|                | Paulette Ple            | GE             | 1 215        | 12,03        |             |             |
|                | Jean-Yves Vasseur       | PCF            | 798          | 7,90         |             |             |
|                | Geneviève Guerin-Fleury | Verts          | 715          | 7,08         |             |             |
|                |                         |                |              |              |             |             |
| Inscrits       | Inscrits                | Inscrits       | 15 996       | 100,00       | 15 996      | 100,00      |
| Abstention     | Abstention              | Abstention     | 5 595        | 34,98        | 7 747       | 48,43       |
| Votants        | Votants                 | Votants        | 10 401       | 65,02        | 8 249       | 51,57       |
| Blancs et nuls | Blancs et nuls          | Blancs et nuls | 303          | 2,91         | 614         | 7,44        |
| Exprimés       | Exprimés                | Exprimés       | 10 098       | 97,09        | 7 635       | 92,56       |

*sortant

### Canton de Levallois-Perret-Nord
| Candidats      | Candidats             | Étiquette      | Premier tour | Premier tour | Second tour | Second tour |
| Candidats      | Candidats             | Étiquette      | Voix         | %            | Voix        | %           |
| -------------- | --------------------- | -------------- | ------------ | ------------ | ----------- | ----------- |
|                | Brigitte de Coster*   | RPR            | 5 045        | 39,35        | 5 535       | 51,27       |
|                | Henri Conte           | PS             | 2 113        | 16,48        | 3 679       | 34,08       |
|                | Jean Nicolet          | FN             | 1 970        | 15,36        | 1 582       | 14,65       |
|                | Gérard Loeuilliette   | PCF            | 1 174        | 9,16         |             |             |
|                | Emmanuelle Le Gall    | GE             | 1 103        | 8,60         |             |             |
|                | Pierre-Yves Lepeltier | Verts          | 789          | 6,15         |             |             |
|                | Agnes Breteau         | DVD            | 628          | 4,90         |             |             |
|                |                       |                |              |              |             |             |
| Inscrits       | Inscrits              | Inscrits       | 19 394       | 100,00       | 19 394      | 100,00      |
| Abstention     | Abstention            | Abstention     | 6 180        | 31,87        | 8 021       | 41,36       |
| Votants        | Votants               | Votants        | 13 214       | 68,13        | 11 373      | 58,64       |
| Blancs et nuls | Blancs et nuls        | Blancs et nuls | 392          | 2,97         | 577         | 5,07        |
| Exprimés       | Exprimés              | Exprimés       | 12 822       | 97,03        | 10 796      | 94,93       |

*sortant

### Canton de Meudon
| Candidats      | Candidats         | Étiquette      | Premier tour | Premier tour | Second tour | Second tour |
| Candidats      | Candidats         | Étiquette      | Voix         | %            | Voix        | %           |
| -------------- | ----------------- | -------------- | ------------ | ------------ | ----------- | ----------- |
|                | Henry Wolf*       | UDF            | 6 548        | 39,75        | 6 930       | 64,89       |
|                | Jacques Ladsous   | PS             | 2 224        | 13,50        | 3 749       | 35,11       |
|                | Guy Konopnicki    | GE             | 2 003        | 12,16        |             |             |
|                | Allain Crenn      | DVD            | 1 823        | 11,07        |             |             |
|                | Gérard Le Marec   | FN             | 1 800        | 10,93        |             |             |
|                | Maurice Gouaislin | Verts          | 1 107        | 6,72         |             |             |
|                | Bernard Jasserand | PCF            | 967          | 5,87         |             |             |
|                |                   |                |              |              |             |             |
| Inscrits       | Inscrits          | Inscrits       | 24 780       | 100,00       | 21 067      | 100,00      |
| Abstention     | Abstention        | Abstention     | 7 883        | 31,81        | 9 290       | 44,10       |
| Votants        | Votants           | Votants        | 16 897       | 68,19        | 11 777      | 55,90       |
| Blancs et nuls | Blancs et nuls    | Blancs et nuls | 425          | 2,52         | 1 098       | 9,32        |
| Exprimés       | Exprimés          | Exprimés       | 16 472       | 97,48        | 10 679      | 90,68       |

*sortant

### Canton de Montrouge
| Candidats      | Candidats              | Étiquette      | Premier tour | Premier tour | Second tour | Second tour |
| Candidats      | Candidats              | Étiquette      | Voix         | %            | Voix        | %           |
| -------------- | ---------------------- | -------------- | ------------ | ------------ | ----------- | ----------- |
|                | Henri Ginoux*          | UDF            | 4 845        | 34,38        | 6 790       | 60,79       |
|                | Wilfrid Vincent        | PS             | 2 247        | 15,95        | 4 380       | 39,21       |
|                | Marie-Thérèse Galateau | FN             | 1 627        | 11,55        |             |             |
|                | Isabelle Lancelle      | GE             | 1 618        | 11,48        |             |             |
|                | Claude Manonviller     | DVD            | 1 616        | 11,47        |             |             |
|                | Patrick Robineau       | PCF            | 995          | 7,06         |             |             |
|                | Henri Afonso           | Verts          | 837          | 5,94         |             |             |
|                | Michel Clerget         | DVD            | 307          | 2,18         |             |             |
|                |                        |                |              |              |             |             |
| Inscrits       | Inscrits               | Inscrits       | 22 103       | 100,00       | 22 103      | 100,00      |
| Abstention     | Abstention             | Abstention     | 7 591        | 34,34        | 10 108      | 45,73       |
| Votants        | Votants                | Votants        | 14 512       | 65,66        | 11 995      | 54,27       |
| Blancs et nuls | Blancs et nuls         | Blancs et nuls | 420          | 2,89         | 825         | 6,88        |
| Exprimés       | Exprimés               | Exprimés       | 14 092       | 97,11        | 11 170      | 93,12       |

*sortant

### Canton de Nanterre-Sud-Est
| Candidats      | Candidats         | Étiquette      | Premier tour | Premier tour | Second tour | Second tour |
| Candidats      | Candidats         | Étiquette      | Voix         | %            | Voix        | %           |
| -------------- | ----------------- | -------------- | ------------ | ------------ | ----------- | ----------- |
|                | Anicet Le Pors *  | PCF            | 1 448        | 29,69        | 2 225       | 54,78       |
|                | Roger Karoutchi   | RPR            | 1 052        | 21,57        | 1 837       | 45,22       |
|                | Denis Daude       | FN             | 733          | 15,03        |             |             |
|                | Christine Afriat  | PS             | 703          | 14,41        |             |             |
|                | Dominique Bibasse | Verts          | 441          | 9,04         |             |             |
|                | Yves Egal         | GE             | 402          | 8,24         |             |             |
|                | Michel Allain     | EXG            | 98           | 2,01         |             |             |
|                |                   |                |              |              |             |             |
| Inscrits       | Inscrits          | Inscrits       | 8 058        | 100,00       | 8 058       | 100,00      |
| Abstention     | Abstention        | Abstention     | 3 017        | 37,44        | 3 730       | 46,29       |
| Votants        | Votants           | Votants        | 5 041        | 62,56        | 4 328       | 53,71       |
| Blancs et nuls | Blancs et nuls    | Blancs et nuls | 164          | 3,25         | 266         | 6,15        |
| Exprimés       | Exprimés          | Exprimés       | 4 877        | 96,75        | 4 062       | 93,85       |

*sortant

### Canton de Nanterre-Sud-Ouest
| Candidats      | Candidats             | Étiquette      | Premier tour | Premier tour | Second tour | Second tour |
| Candidats      | Candidats             | Étiquette      | Voix         | %            | Voix        | %           |
| -------------- | --------------------- | -------------- | ------------ | ------------ | ----------- | ----------- |
|                | Florent Montillot     | UDF            | 3 148        | 32,31        | 4 647       | 51,91       |
|                | Jacqueline Fraysse    | PCF            | 2 912        | 29,89        | 4 305       | 48,09       |
|                | Nathalie Debaille     | FN             | 1 228        | 12,61        |             |             |
|                | Laurent Elghozi       | PS             | 943          | 9,68         |             |             |
|                | Christian Demercastel | Verts          | 802          | 8,23         |             |             |
|                | Touati Ferhat         | GE             | 413          | 4,24         |             |             |
|                | Claude Sauvage        | DVD            | 230          | 2,36         |             |             |
|                | Ludovic Betron        | PRG            | 66           | 0,68         |             |             |
|                |                       |                |              |              |             |             |
| Inscrits       | Inscrits              | Inscrits       | 14 541       | 100,00       | 14 541      | 100,00      |
| Abstention     | Abstention            | Abstention     | 4 505        | 30,98        | 5 117       | 35,19       |
| Votants        | Votants               | Votants        | 10 036       | 69,02        | 9 424       | 64,81       |
| Blancs et nuls | Blancs et nuls        | Blancs et nuls | 294          | 2,93         | 472         | 5,01        |
| Exprimés       | Exprimés              | Exprimés       | 9 742        | 97,07        | 8 952       | 94,99       |

### Canton de Neuilly-sur-Seine-Nord
| Candidats      | Candidats             | Étiquette      | Premier tour | Premier tour |
| Candidats      | Candidats             | Étiquette      | Voix         | %            |
| -------------- | --------------------- | -------------- | ------------ | ------------ |
|                | Charles Pasqua*       | RPR            | 8 870        | 68,17        |
|                | Marie-Caroline Le Pen | FN             | 1 646        | 12,65        |
|                | Lucienne Buton        | PS             | 866          | 6,66         |
|                | Jean Sulzer           | PS             | 511          | 3,93         |
|                | Jacques Perche        | GE             | 661          | 5,08         |
|                | Alain Gateaux         | Verts          | 341          | 2,62         |
|                | René Brune            | PCF            | 117          | 0,90         |
|                |                       |                |              |              |
| Inscrits       | Inscrits              | Inscrits       | 19 057       | 100,00       |
| Abstention     | Abstention            | Abstention     | 5 841        | 30,65        |
| Votants        | Votants               | Votants        | 13 216       | 69,35        |
| Blancs et nuls | Blancs et nuls        | Blancs et nuls | 204          | 1,54         |
| Exprimés       | Exprimés              | Exprimés       | 13 012       | 98,46        |

*sortant

### Canton du Plessis-Robinson
| Candidats      | Candidats         | Étiquette      | Premier tour | Premier tour | Second tour | Second tour |
| Candidats      | Candidats         | Étiquette      | Voix         | %            | Voix        | %           |
| -------------- | ----------------- | -------------- | ------------ | ------------ | ----------- | ----------- |
|                | Philippe Pemezec  | RPR            | 6 633        | 42,07        | 8 212       | 60,69       |
|                | Daniel Duguet     | PCF            | 2 507        | 15,90        | 5 319       | 39,31       |
|                | Jean Zablot       | PS             | 2 241        | 14,21        |             |             |
|                | Francis Biguereau | Verts          | 1 987        | 12,60        |             |             |
|                | Alain Le Berre    | FN             | 1 678        | 10,64        |             |             |
|                | Roger Etring      | DVD            | 722          | 4,58         |             |             |
|                |                   |                |              |              |             |             |
| Inscrits       | Inscrits          | Inscrits       | 24 607       | 100,00       | 24 604      | 100,00      |
| Abstention     | Abstention        | Abstention     | 8 318        | 33,80        | 10 214      | 41,51       |
| Votants        | Votants           | Votants        | 16 289       | 66,20        | 14 390      | 58,49       |
| Blancs et nuls | Blancs et nuls    | Blancs et nuls | 521          | 3,20         | 859         | 5,97        |
| Exprimés       | Exprimés          | Exprimés       | 15 768       | 96,80        | 13 531      | 94,03       |

### Canton de Puteaux
| Candidats      | Candidats           | Étiquette      | Premier tour | Premier tour |
| Candidats      | Candidats           | Étiquette      | Voix         | %            |
| -------------- | ------------------- | -------------- | ------------ | ------------ |
|                | Joëlle Franchi*     | RPR            | 8 761        | 56,98        |
|                | Olivier Grosjean    | FN             | 2 074        | 13,49        |
|                | Denis Abecassis     | GE             | 1 716        | 11,16        |
|                | Ginette Broustaut   | PS             | 1 190        | 7,74         |
|                | Dominique Jourdan   | Verts          | 907          | 5,90         |
|                | Serge Vidal         | PCF            | 727          | 4,73         |
|                | Jean-Michel Granger | DVD            | 0            | 0,00         |
|                | Pierre Messali      | PS             | 0            | 0,00         |
|                |                     |                |              |              |
| Inscrits       | Inscrits            | Inscrits       | 22 079       | 100,00       |
| Abstention     | Abstention          | Abstention     | 6 260        | 28,35        |
| Votants        | Votants             | Votants        | 15 819       | 71,65        |
| Blancs et nuls | Blancs et nuls      | Blancs et nuls | 444          | 2,81         |
| Exprimés       | Exprimés            | Exprimés       | 15 375       | 97,19        |

*sortant

### Canton de Rueil-Malmaison
| Candidats      | Candidats             | Étiquette      | Premier tour | Premier tour | Second tour | Second tour |
| Candidats      | Candidats             | Étiquette      | Voix         | %            | Voix        | %           |
| -------------- | --------------------- | -------------- | ------------ | ------------ | ----------- | ----------- |
|                | Jean-Claude Caron     | RPR            | 7 487        | 42,30        | 8 676       | 60,25       |
|                | Denis Plain           | Verts          | 2 592        | 14,64        | 5 725       | 39,75       |
|                | Jean Giroud           | PS             | 2 471        | 13,96        |             |             |
|                | Olivier Pichon        | FN             | 1 985        | 11,21        |             |             |
|                | André Cros            | UDF            | 1 837        | 10,38        |             |             |
|                | Jean-Raymond Pacouret | PCF            | 933          | 5,27         |             |             |
|                | Michel Bottreau       | PRG            | 395          | 2,23         |             |             |
|                |                       |                |              |              |             |             |
| Inscrits       | Inscrits              | Inscrits       | 26 011       | 100,00       | 26 011      | 100,00      |
| Abstention     | Abstention            | Abstention     | 7 807        | 30,01        | 10 929      | 42,02       |
| Votants        | Votants               | Votants        | 18 204       | 69,99        | 15 082      | 57,98       |
| Blancs et nuls | Blancs et nuls        | Blancs et nuls | 504          | 2,77         | 681         | 4,52        |
| Exprimés       | Exprimés              | Exprimés       | 17 700       | 97,23        | 14 401      | 95,48       |

### Canton de Saint-Cloud
| Candidats      | Candidats          | Étiquette      | Premier tour | Premier tour |
| Candidats      | Candidats          | Étiquette      | Voix         | %            |
| -------------- | ------------------ | -------------- | ------------ | ------------ |
|                | Odile Fourcade*    | UDF            | 6 950        | 58,16        |
|                | Christian Marechal | FN             | 1 863        | 15,59        |
|                | Annie Tournaud     | PS             | 1 642        | 13,74        |
|                | Pascal Messager    | Verts          | 1 244        | 10,41        |
|                | Marc Becquey       | PCF            | 250          | 2,09         |
|                |                    |                |              |              |
| Inscrits       | Inscrits           | Inscrits       | 18 945       | 100,00       |
| Abstention     | Abstention         | Abstention     | 6 664        | 35,18        |
| Votants        | Votants            | Votants        | 12 281       | 64,82        |
| Blancs et nuls | Blancs et nuls     | Blancs et nuls | 332          | 2,70         |
| Exprimés       | Exprimés           | Exprimés       | 11 949       | 97,30        |

*sortant

### Canton de Sceaux
| Candidats      | Candidats          | Étiquette      | Premier tour | Premier tour |
| Candidats      | Candidats          | Étiquette      | Voix         | %            |
| -------------- | ------------------ | -------------- | ------------ | ------------ |
|                | Pierre Ringenbach* | UDF            | 5 367        | 50,83        |
|                | Michel Quintin     | Verts          | 1 848        | 17,50        |
|                | Sabine Maria       | PS             | 1 701        | 16,11        |
|                | Pierre Richard     | FN             | 1 213        | 11,49        |
|                | Jean Poncet        | PCF            | 429          | 4,06         |
|                |                    |                |              |              |
| Inscrits       | Inscrits           | Inscrits       | 15 100       | 100,00       |
| Abstention     | Abstention         | Abstention     | 4 291        | 28,42        |
| Votants        | Votants            | Votants        | 10 809       | 71,58        |
| Blancs et nuls | Blancs et nuls     | Blancs et nuls | 251          | 2,32         |
| Exprimés       | Exprimés           | Exprimés       | 10 558       | 97,68        |

*sortant

### Canton de Vanves
| Candidats      | Candidats               | Étiquette      | Premier tour | Premier tour | Second tour | Second tour |
| Candidats      | Candidats               | Étiquette      | Voix         | %            | Voix        | %           |
| -------------- | ----------------------- | -------------- | ------------ | ------------ | ----------- | ----------- |
|                | Roger Aveneau*          | UDF            | 3 968        | 39,24        | 4 716       | 59,48       |
|                | Guy Janvier             | PS             | 1 681        | 16,63        | 3 213       | 40,52       |
|                | Francois Sainz          | Verts          | 1 363        | 13,48        |             |             |
|                | Guy Drouard             | FN             | 1 207        | 11,94        |             |             |
|                | Dominique Poly          | PS             | 688          | 6,80         |             |             |
|                | Jean-François Leportier | PCF            | 636          | 6,29         |             |             |
|                | Gérard Hamelin          | DVD            | 568          | 5,62         |             |             |
|                |                         |                |              |              |             |             |
| Inscrits       | Inscrits                | Inscrits       | 14 493       | 100,00       | 14 493      | 100,00      |
| Abstention     | Abstention              | Abstention     | 4 041        | 27,88        | 5 928       | 40,90       |
| Votants        | Votants                 | Votants        | 10 452       | 72,12        | 8 565       | 59,10       |
| Blancs et nuls | Blancs et nuls          | Blancs et nuls | 341          | 3,26         | 636         | 7,43        |
| Exprimés       | Exprimés                | Exprimés       | 10 111       | 96,74        | 7 929       | 92,57       |

*sortant